# Чебойган (округ)
Шаблон:StateAbbr_ 45°29′ пн. ш. 84°30′ зх. д. / 45.48° пн. ш. 84.5° зх. д.
Округ Чебойґан (англ. Cheboygan County) — округ (графство) у штаті Мічиган, США. Ідентифікатор округу 26031.

## Історія
Округ утворений 1840 року.

## Демографія
За даними перепису 
2000 року 
загальне населення округу становило 26448 осіб, зокрема міського населення було 4968, а сільського — 21480.
Серед мешканців округу чоловіків було 13113, а жінок — 13335. В окрузі було 10835 домогосподарств, 7579 родин, які мешкали в 16583 будинках.
Середній розмір родини становив 2,87.
Віковий розподіл населення поданий у таблиці:
| Стать    | До 15 років | 15-21 | 22-29 | 30-39 | 40-49 | 50-65 | 65-85 | Понад 85 |
| -------- | ----------- | ----- | ----- | ----- | ----- | ----- | ----- | -------- |
| Чоловіки | 2604        | 1149  | 967   | 1757  | 1958  | 2457  | 2059  | 162      |
| Жінки    | 2476        | 1033  | 1021  | 1666  | 2013  | 2603  | 2191  | 332      |

## Суміжні округи
- Мекінак — північ
- Преск-Айл — схід
- Монтморенсі — південний схід
- Отсего — південь
- Шарлевуа — південний захід
- Еммет — захід

## Виноски
1. ↑  US Decennial Census. US Census Bureau. Архів оригіналу за 19 липня 2018. Процитовано 19 вересня 2014.
2. ↑  Historical Census Browser. University of Virginia Library. Архів оригіналу за 11 серпня 2012. Процитовано 19 вересня 2014.
3. ↑  Population of Counties by Decennial Census: 1900 to 1990. US Census Bureau. Архів оригіналу за 15 лютого 2015. Процитовано 19 вересня 2014.
4. ↑  Census 2000 PHC-T-4. Ranking Tables for Counties: 1990 and 2000 (PDF). US Census Bureau. Архів оригіналу (PDF) за 18 грудня 2014. Процитовано 19 вересня 2014.
5. ↑  State & County QuickFacts. US Census Bureau. Архів оригіналу за 8 липня 2011. Процитовано 27 серпня 2013. [Архівовано 2011-06-06 у Wayback Machine.](англ.) Наведено за англійською вікіпедією.
6. ↑  American FactFinder. Бюро перепису населення США. Архів оригіналу за 26 лютого 2012. Процитовано 31 січня 2008. [Архівовано 2008-05-21 у Wayback Machine.]

| США | Це незавершена стаття з географії США. Ви можете допомогти проєкту, виправивши або дописавши її. |